# Centro Democrático Liberal
Centro Democrático Liberal (CDL) fue un partido político español, fundado por Víctor Sarto Lorén el 14 de febrero de 2006 por un sector del Centro Democrático y Social (CDS) opuesto a su disolución e integración en el Partido Popular, como habían decidido los convocantes de su XI Congreso Nacional en noviembre de 2005.

## Ideología
CDL se autodefine como un partido político de carácter centrista, democrático, socialliberal y progresista de ámbito nacional, tal y como se afirma en sus Estatutos. También se autodefinía como un partido europeísta y tendente al reformismo. 
Los principios políticos de CDL, son los siguientes:

CDL defiende las libertades, la igualdad de oportunidades, la solidaridad, el respeto, el mérito, la iniciativa, el esfuerzo, los derechos individuales, la sociedad civil y una cultural cívica.
Autor

Las principales iniciativas y propuestas que CDL apoyaba se ven resumidas en:
1. Liberalismo: Fomento de la persona como individuo en la sociedad, habilitando las condiciones necesarias que la permitan desarrollar al máximo su potencial.
2. Modelo de Estado: CDL apoya una profunda reforma del actual modelo de Estado y de la Constitución Española de 1978, siendo sus pilares:
  1. Territorialmente: Reforma del actual modelo autonómico por un modelo federal español en el que las competencias de cada nivel de gobierno estén bien definidas y equitativamente repartidas.CDL también apoya la supresión de las actuales Diputaciones Provinciales.
  2. Separación de poderes e Instituciones: Refuerzo de los mecanismos para garantizar una verdadera división de poderes equilibrada, destacando la unificación del Tribunal Superior y del Tribunal Constitucional y la dotación de poderes reales al Senado como cámara territorial.
  3. Democracia Participativa: Se aboga por una participación activa del ciudadano de a pie en la actividad política fundamentalmente a nivel municipal.
  4. Reforma de la Ley Electoral: Se aboga por la ampliación de las actuales circunscripciones provinciales a unas autonómicas y un modelo electoral de listas abiertas.
  5. Ley de Transparencia: Creación de una ley que garantice la transparencia de los representantes para evitar la corrupción política.
  6. Integración Europea: Se aboga a su vez por una Unión Europea basada en un modelo de Europa Federal
3. Educación: CDL defiende la primacía de la Educación como principio de progreso, abogando por:
  1. Aumento de la inversión pública en dicho sector.
  2. Mayor autonomía del Profesor para la práctica de su profesión.
  3. Fomento de los valores de creatividad, colaboración, intercambio iniciativa, participación, multilinguïsmo y el conocimiento de las culturas y prácticas digitales.
  4. Orientación del alumno hacia el Libre Pensamiento, la Experimentación y el Espíritu Crítico.
  5. Fomento del Bachillerato Internacional en Inglés.
4. Economía:
  1. Defensa de los emprendedores y fomento de la iniciativa empresarial defendiendo la creación de un Defensor del Emprendedor en cada administración pública y menos trabas burocráticas.
  2. Fomento de las energías renovables
  3. Mayor inversión en I+D+i.
  4. Formación continua a trabajadores y emprendedores.
  5. Simplificación de los trámites burocráticos y reducción notable de las administraciones públicas para evitar duplicidades y gastos innecesarios.

## Historia
Tras las elecciones generales y las elecciones europeas de 2004, en las que el Centro Democrático y Social (CDS) obtuvo 34 101 votos y 11.820 votos respectivamente, el XI Congreso Nacional del partido, celebrado en noviembre de 2005, procedió a una votación por la que los delegados aprobaron la integración del CDS en el PP. Tras esto, un sector disconforme con esta decisión decidió formar el partido Centro Democrático Liberal (CDL) ese mismo año.
CDL se planteó como primer reto electoral presentarse a las elecciones municipales de 2007. Presentó 75 candidaturas en 11 circunscripciones, logrando 39 concejales y 3 alcaldes.[cita requerida]. Fue en su momento la tercera fuerza política por número de concejales (15) en la provincia de Cuenca (habiendo obtenido un 1,9% de los votos). 
En marzo de 2007 se creó la asociación juvenil Jóvenes de Centro. En julio de ese mismo año, el Partido Europeo Liberal de España (PEL) se integró en las filas del CDL, acordando solicitar la afiliación del CDL al Partido Europeo Liberal Demócrata Reformista (ELDR), del cual ya forman parte en España Convergència Democràtica de Catalunya.
En su II Congreso Nacional, celebrado en Madrid los días 19 y 20 de enero de 2008, Manuel Alonso resultó elegido Presidente. Alonso había sido diputado del Centro Democrático y Social por Madrid en la IV Legislatura y secretario general de Juventudes Centristas (J.CDS) de 1986 a 1991, habiendo sido por ello miembro del Comité Ejecutivo Nacional de CDS presidido por Adolfo Suárez.
El 24 de septiembre de 2008, CDL se presentó oficialmente en Bruselas, en un acto en el que Manuel Alonso estuvo acompañado por la presidenta del Partido Liberal Europeo, Annemie Neyts-Uyttebroeck, el líder del Grupo Parlamentario ALDE en el Parlamento Europeo, Graham Watson y Sean O´Curneen, secretario de Relaciones Internacionales del CDL.
De cara a las elecciones generales de 2008 el Comité Ejecutivo Nacional de CDL decidió no presentarse, dejando sin embargo la posibilidad a las gestoras provinciales correspondientes de presentar candidatura en su circunscripción si así lo deseaban. Finalmente se presentaron candidaturas al Congreso y Senado en 4 provincias. Para el Congreso concurrieron: Alicante, Murcia, Orense y Santa Cruz de Tenerife. En total obtuvieron 1.503 votos.
En las elecciones al Parlamento de Galicia de 2009, tras un acuerdo de colaboración, se apoyó a la candidatura de Terra Galega encabezada por Xoán Gato a través de la inclusión de cuatro miembros del CDL en las listas de la que luego sería la quinta fuerza política en la comunidad.
El 14 de marzo la Convención Nacional del partido había decidido concurrir a las elecciones europeas de junio de 2009, presentándose como representante español del Partido de la Alianza de los Liberales y Demócratas por Europa (ELDR), del que era miembro observador desde el 16 de abril. El candidato fue Sean O´Curneen Cañas, Secretario General del grupo del ELDR en el Comité de las Regiones. Sus resultados electorales fueron testimoniales, con un total de 5.733 votos (0,04%).
El 19 de septiembre de 2009 celebró su III Congreso Nacional, en el que Sean O´Curneen fue elegido Presidente y Alfonso Reina Secretario General. Posteriormente, en junio de 2010, el partido Colectivo Ciudadanos Unidos (CCU) se integró en la federación gallega de CDL.
Con motivo de apoyar a sus socios en España cara a las elecciones municipales, el 17 de marzo de 2011 la cúpula del ALDE participó en un acto de CDL en Madrid, destacando la presencia de su presidente, Annemie Nyets, y del vicepresidente de la Internacional Liberal. 
En 2011, el partido concurrió a las elecciones municipales y a las elecciones autonómicas de España. En dichas elecciones se lograron 27.308 votos (0,12%), los cuales se tradujeron en 54 concejales y 4 alcaldías con mayoría absoluta; en las provincias de Palencia, Cuenca y Pontevedra fue la cuarta fuerza política por concejales, y en Murcia, Alicante y la Madrid, la quinta.
Respecto a las elecciones autonómicas de ese mismo año, sus resultados se muestran en la siguiente tabla:
| Elecciones y fecha                                      | Votos | %     | Diputados |
| ------------------------------------------------------- | ----- | ----- | --------- |
| Elecciones a Cortes de Aragón de 2011                   | 477   | 0,07% | 0         |
| Elecciones al Parlamento de Cantabria de 2011           | 378   | 0,11% | 0         |
| Elecciones a las Cortes Valencianas de 2011             | 8.165 | 0,33% | 0         |
| Elecciones a la Asamblea de Madrid de 2011              | 3.154 | 0,11% | 0         |
| Elecciones a la Asamblea Regional de Murcia de 2011     | 3.917 | 0,60% | 0         |
| Elecciones a los Cabildos Insulares de Canarias de 2011 | 1.049 | 0,12% | 0         |

En septiembre de 2011, el CDL incorporó al partido Partido Social Demócrata (PSD), que contaban con 11 concejales en la Comunidad Valenciana, los cuales sumados a los de CDL hacía 65 concejales en total. 
Para las elecciones generales de 2011 se procedió de igual forma que en 2008, autorizando la Convención Nacional a las federaciones que lo desearan para presentar candidaturas. En total obtuvieron 2.836 votos, siendo la cuarta política en Valencia, Cuenca, Murcia y Baleares.
En 2012, CDL presentó candidaturas en todas las provincias de cara a las elecciones al Parlamento de Andalucía de 2012, logrando 1.406 votos. El 12 de mayo de ese mismo año el Consejo del ELDR acordó que CDL pasase del estatus de observador, del que gozaba desde abril de 2009, a la categoría de "Miembro Afiliado".
Asimismo, la federación gallega de CDL Galicia integró a Independientes de Portomarín. En agosto, CDL firma un pacto de Gobierno con el PSOE en Benidorm, por el cual CDL asumió la Tenencia de Alcaldía. En octubre, se presentó a las elecciones al Parlamento de Galicia de 2012 en todas sus circunscripciones, obteniendo 1.453 votos (0,1%). El candidato fue José Palacín, Presidente del CDL Galicia 
Los días 27 y 28 de octubre de 2012, se celebró su IV Congreso Nacional, en el cual Eva Borox fue elegida Presidenta y se constituyó el nuevo Comité Ejecutivo Nacional. Del mismo modo, fueron aprobados los nuevos estatutos del partido.
En abril de 2013 un recurso ante la justicia invalidó la moción de censura que había otorgado la alcaldía de Campo Real a CDL, recuperándola el Partido Popular. Pocos días después los concejales de CDL en dicha localidad eran expulsados del partido, debido a que su negativa a aceptar los estatudos, además de no haber procedido a formalizar su afiliación.
En septiembre de 2013 Albert Rivera, presidente de Ciudadanos-Partido de la Ciudadanía (Cs) presenta en Madrid la plataforma «Movimiento Ciudadano». Con el surgimiento de esta, desde CDL se comienza a barajar la integración del partido en el movimiento de Albert Rivera. Finalmente CDL decidió convocar un Congreso Extraordinario para tratar dicha cuestión el 22 de febrero de 2014. En dicha reunión los compromisarios decidieron por un 87,79% de votos a favor, la integración de CDL en Cs. Se aprueba también el plazo de transición, que culminará el 1 de julio de 2014 con la integración en Ciudadanos partido de la Ciudadanía. La Federación de Galicia, ni asiste al Congreso ni suscribe el pacto.
El 24 de febrero de 2014 el Centro Democrático Liberal se disolvió y la mayoría de sus afiliados se integraron en Ciudadanos.
De cara a las elecciones al Parlamento Europeo de 2014 la expresidenta del CDL Eva Borox figuró en el puesto número 10 en la lista de Ciudadanos. Posteriormente concurrió como número 3 a la Asamblea de Madrid y José Enrique Aguar (Vicepresidente) se consolidó en la Diputación de Valencia. Con motivo de las Generales 2015 (20D) el destacado miembro del CDL Carlos Rodríguez Alemany se presentó como n.º 2 al Senado por Madrid, al ser elegido en elecciones primarias, pero no entró debido al gran fracaso de Ciudadanos en el asalto de esa cámara.   
En marzo de 2016 salta el escándalo mediático "Borox" por el cual algunos medios de comunicación vinculan a la expresidenta del CDL con el empresario de la Púnica David Marjaliza, dimitiendo de todos sus cargos a los pocos días de salir a la luz las fotos de dicha relación personal. Finalmente fue expulsada de Ciudadanos en abril de 2017 por no pagar la cuota de afiliación del partido. 
En febrero de 2017 el que había sido exvicepresidente del CDL, José Enrique Aguar Vila, dimite de todos sus cargos y se da de baja de militancia en Ciudadanos, a partir de entonces varios cargos y militantes de Ciudadanos le seguirán. Desde entonces la reactivación del proyecto toma impulso con la presentación de la plataforma cívica CONTIGO y su partido Contigo Somos Democracia. Por su parte, el expresidente del CDL Galicia, José Palacín, es nombrado presidente del partido autonómico Converxencia 21.
Tras las Elecciones al Parlamento Europeo de 2024 (España) y quedarse el partido Ciudadanos y las diferentes escisiones de Ciudadanos, UPyD y CDL sin representación en las Cortes Generales, 17 parlamentos autonómicos, Parlamento Europeo y principales ayuntamientos algunos miembros de CDL que se habían integrado en Ciudadanos y UPyD decidieron reactivar el Partido Centro Democrático Liberal. Varios dirigentes de diferentes escisiones de Ciudadanos, UPyD y CDL como Contigo Somos Democracia, Converxencia 21, Coalición de Centro Democrático, Valents, Lo Nostre, Valencia Unida, Renovacio Política, Aúna, Partido de Autónomos, Unión de Ciudadanos Independientes... Se dieron de baja de su respectivo partido y se integraron en el nuevo proyecto nacional de Centro Democrático Liberal.
El nuevo Centro Democrático Liberal tendrá como primer reto las Elecciones municipales de España de 2027.